# Okubo Goshi
Goshi Okubo (大久保 剛志 Ōkubo Gōshi, sinh ngày 14 tháng 6 năm 1986) là một cầu thủ bóng đá người Nhật Bản. Hiện tại anh thi đấu cho  PTT Rayong.

## Thống kê câu lạc bộ
| Thành tích câu lạc bộ | Thành tích câu lạc bộ | Thành tích câu lạc bộ | Giải vô địch | Giải vô địch | Cúp                   | Cúp                   | Cúp Liên đoàn | Cúp Liên đoàn | Tổng cộng | Tổng cộng |
| Mùa giải              | Câu lạc bộ            | Giải vô địch          | Số trận      | Bàn thắng    | Số trận               | Bàn thắng             | Số trận       | Bàn thắng     | Số trận   | Bàn thắng |
| Nhật Bản              | Nhật Bản              | Nhật Bản              | Giải vô địch | Giải vô địch | Cúp Hoàng đế Nhật Bản | Cúp Hoàng đế Nhật Bản | Cúp Liên đoàn | Cúp Liên đoàn | Tổng cộng | Tổng cộng |
| --------------------- | --------------------- | --------------------- | ------------ | ------------ | --------------------- | --------------------- | ------------- | ------------- | --------- | --------- |
| 2005                  | Vegalta Sendai        | J2 League             | 4            | 0            | 1                     | 0                     | -             | -             | 5         | 0         |
| 2006                  | Vegalta Sendai        | J2 League             | 0            | 0            | 0                     | 0                     | -             | -             | 0         | 0         |
| 2007                  | Vegalta Sendai        | J2 League             | 0            | 0            | 1                     | 0                     | -             | -             | 1         | 0         |
| 2008                  | Sony Sendai           | Football League       | 18           | 14           | 2                     | 2                     | -             | -             | 20        | 16        |
| 2009                  | Sony Sendai           | Football League       | 24           | 8            | 2                     | 1                     | -             | -             | 26        | 9         |
| 2010                  | Sony Sendai           | Football League       | 30           | 7            | 3                     | 3                     | -             | -             | 33        | 10        |
| 2011                  | Vegalta Sendai        | J1 League             | 0            | 0            | 0                     | 0                     | 0             | 0             | 0         | 0         |
| 2012                  | Sony Sendai           | Football League       |              |              |                       |                       |               |               |           |           |
| Tổng cộng sự nghiệp   | Tổng cộng sự nghiệp   | Tổng cộng sự nghiệp   | 76           | 29           | 9                     | 6                     | 0             | 0             | 85        | 35        |